# Al-Bahriyya al-'Arabiyya al-Sūriyya
Le Al-Bahriyya al-‘Arabiyya al-Sūriyya, ossia "Marina araba siriana", sono le forze militari navali della Siria, le più piccole tra le forze armate siriane. Dipendono gerarchicamente dall'esercito.

## Storia
La marina siriana venne creata all'indomani dell'indipendenza dalla Francia, con navi fornite dagli stessi francesi e il personale iniziale, fornito dall'esercito, mandato ad addestrarsi presso le accademie francesi; successivamente il fornitore tradizionale di materiali ed istruttori è stato l'Unione Sovietica, cui ha fatto seguito senza soluzione di continuità la Russia dopo la dissoluzione dell'URSS. Dal 1971 inoltre la Russia dispone di una base navale a Tartus, pensata per agevolare le manovre della marina sovietica nel Mediterraneo durante la guerra fredda. Successivamente la Russia ha condonato alla Siria un debito di 13,4 bilioni di dollari risalente all'era sovietica, e i due paesi hanno intrapreso discussioni per allargare la base di Tartus, dove la presenza della marina russa si è rafforzata, con il consenso del presidente siriano Bashar al-Assad, dopo il deteriorarsi dei rapporti russi con l'Occidente a causa della seconda guerra in Ossezia del Sud (agosto 2008) e l'intento degli Stati Uniti d'America di installare uno scudo missilistico in Polonia. Poco dopo, nel 2009, i russi hanno avviato dei lavori di ammodernamento della loro base e hanno dragato il porto di Tartus per permetterne l'ingresso anche alle navi di grande stazza.
L'episodio più importante della marina siriana è stata la battaglia di Laodicea combattuta durante la guerra del Kippur (1973): la marina israeliana affondò cinque motovedette lanciamissili siriane senza subire perdite, costringendo il suo avversario a rimanere nei porti per il resto del conflitto. Nel 1985 la marina militare siriana dipendeva dal comando regionale dell'esercito di Laodicea e disponeva di una forza di 4.000 marinai, più 2.500 di riserva. Nei porti di Laodicea, Baniyas e Tartus si trovavano allora 41 vascelli: 2 o 3 sommergibili della classe Romeo ceduti dai sovietici, 22 motocannoniere missilistiche (di cui 10 della classe Osa), 2 cacciasommergibili, 4 navi per la posa di mine, 8 motocannoniere, 6 pattugliatori e 1 nave per il recupero di siluri; erano inoltre in ordine 4 corvette lanciamissili e 3 navi d'assalto anfibio e nella costa erano installati alcuni missili antinave dalla portata di 300 km. Al 2002 la consistenza numerica del personale non è cambiata.
Nella guerra civile siriana la marina ha supportato un attacco delle forze governative pro-Assad contro i ribelli di Laodicea.

## Organizzazione
L'intera marina è sottoposta alle dipendenze del distretto militare dell'esercito di Laodicea, sebbene i vertici di comando (capo di stato maggiore, capo delle operazioni navali) risiedano a Damasco e siano dei politici; gli ammiragli in realtà sono tutti dei generali dell'esercito con titoli navali. Per via delle sue esigue dimensioni la marina siriana non ha un'organizzazione "classica", intesa come quella della marina statunitense o sovietica, ad esempio, con squadroni e flottiglie, ma ogni nave è un'unità indipendente.
L'intelligence navale, curata dal direttorato di intelligence militare (Shu'bat al-Mukhabarat al-'Askariyya), è quasi inesistente.

### La flotta
La marina siriana è praticamente una forza di difesa costiera, con limitate capacità antisommergibili e analoghe capacità antinave, legate a battelli obsoleti della classe Osa e fregate leggere della classe Petya III. Al 2013 la flotta era così composta:
| Vascello                                  | Origine                     | Tipo                         | Unità in servizio | Immagine |
| Classe Petya III                          | Unione Sovietica (bandiera) | Corvette lanciamissili       | 2                 |          |
| Classe Osa I e Osa II Classe Tir          | Unione Sovietica (bandiera) | Motocannoniere missilistiche | 16 6              |          |
| Classe Zhuk                               | Unione Sovietica (bandiera) | Pattugliatori                | 8                 |          |
| Classe Natya Classe Sonya Classe Yevgenya | Unione Sovietica (bandiera) | Dragamine                    | 1 5               |          |
| Classe Polnocny                           | Polonia (bandiera)          | Nave d'assalto anfibio       | 3                 |          |
| Nave scuola                               |                             |                              | 1                 |          |
| Totale                                    | Totale                      | Totale                       | 43                |          |

### Aviazione navale
La marina dispone di una propria aviazione navale composta nel 2013 da undici elicotteri multiruolo Mil Mi-14 e due elicotteri antisommergibile Kamov Ka-28.

### Difesa costiera
La difesa costiera è stata assegnata alla marina nel 1984, che per questo compito può dispiegare due brigate di fanteria alle quali è assegnata, rispettivamente, una zona di sorveglianza, un battaglione dislocato in vari posti d'osservazione fissi lungo la costa, due battaglioni di artiglieria dotati di diciotto cannoni M-46 da 130 mm e sei cannoni antiaerei KS-19 da 100 mm, e una brigata con dozzine di batterie di missili terra-terra P-5 Pjatërka e P-15. In aggiunta la Siria ha comprato dalla Russia un sistema missilistico mobile antinave destinato alla difesa della base russa di Tartus.

### Fanteria di marina
La marina militare siriana dispone di circa 1.500 fanti di marina organizzati in tre distaccamenti e preposti, ognuno, alla sicurezza di una delle tre principali basi navali (Laodicea, Tartus e Baniyas). La forza navale anfibia consta di tre mezzi da sbarco classe Polnocny, ognuno in grado di trasportare cento soldati e cinque carri armati. I fanti di marina siriani non hanno preso parte all'esercitazione anfibia "Zapad-81" condotta nel 1981 in Siria dai sovietici (la più grande di questo tipo dalla fine della seconda guerra mondiale) e non hanno mai intrapreso sbarchi anfibi nel corso di una qualsiasi delle guerre a cui la Siria ha preso parte, venendo piuttosto usati come fanteria convenzionale nella guerra dello Yom Kippur del 1973, in Libano nel 1980 dopo la guerra del 1978 e, in riserva, nella guerra del Golfo.